# Chainless

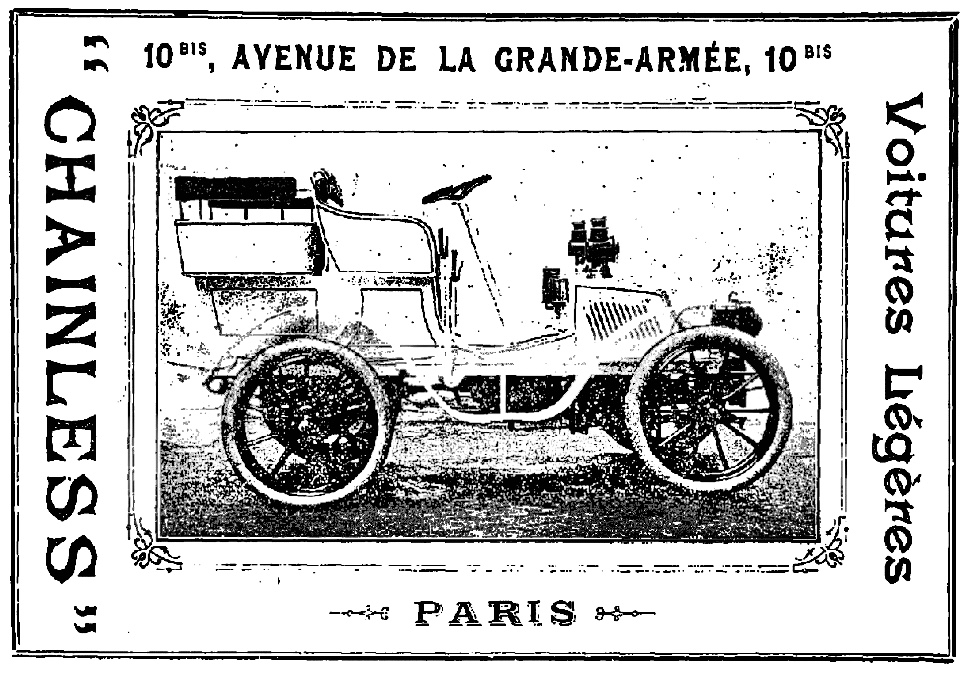
Fahrzeug der Marke Chainless

SA des Voitures Légères Chainless war ein französischer Hersteller von Automobilen.

## Unternehmensgeschichte
Das Unternehmen aus Paris begann 1900 mit der Produktion von Automobilen. Die Markennamen lauteten Chainless und Knowles-Chain. 1903 endete die Produktion.

## Fahrzeuge

### Markenname Chainless
Anfangs gab es die Modelle 8 CV und 12 CV mit Zweizylinder-Einbaumotoren von der Société Buchet. 1901 gab es den 16 CV in der Karosserieform Tonneau. 1903 folgte als größtes Modell der 24 CV. Alle Modelle waren mit Kardanantrieb ausgestattet.

### Markenname Knowles-Chain
Unter diesem Markennamen entstanden zwischen 1900 und 1901 Fahrzeuge mit Kettenantrieb.